# ندای وظیفه: جاده‌های پیروزی
ندای وظیفه: جاده های پیروزی (به انگلیسی: Call of Duty: Roads to Victory) یک بازی ویدئویی به سبک تیراندازی اول شخص و عنوان یکی از بازی‌های حاشیه‌ای مجموعه ندای وظیفه است که در سال ۲۰۰۷ توسط اکتیویژن تنها برای کنسول بازی دستی پلی‌استیشن همراه عرضه شد.

## نقدها
| گردآورنده  | امتیاز |
| ---------- | ------ |
| گیم‌رنکینگز | 65.25% |
| متاکریتیک  | 64%    |

| ناشر     | امتیاز      |
| -------- | ----------- |
| گیم‌پرو   | 3/5 ستاره   |
| گیم‌اسپات | 6.2/10      |
| گیم‌اسپای | 2.5/5 ستاره |
| آی‌جی‌ان   | 6.6/10      |